# 俄克拉荷马州高等教育系统
俄克拉荷马州高等教育系统是该州提供大学水平公共教育的法定机构，是一个由遍布全州的学院和大学组成的协调系统。该系统目前在校学生超过24.7万名，由25所学院和大学（包括2所研究型大学、11所区域大学和12所社区学院）、11个组成机构以及一个高等教育中心组成。两所研究型大学分别是俄克拉荷马大学和俄克拉荷马州立大学。